# 維柳欽斯基火山
維柳欽斯基火山（俄語：Вилючинский вулкан）是俄羅斯的火山，位於維柳欽斯克西南約30公里的堪察加半島南部，海拔高度2,173米，最近一次火山噴發在公元前8050年左右發生。